# Рукин, Игнат Трофимович
Игна́т Трофи́мович Ру́кин (1916, Баталово, Томская губерния — 14 октября 1943, Полтавская область) — сержант Рабоче-крестьянской Красной Армии, участник Великой Отечественной войны, Герой Советского Союза (1943).

## Биография
Игнат Рукин родился в 1916 году в селе Баталово (ныне — Шипуновский район Алтайского края). Русский. После окончания пяти классов школы работал в колхозе. В 1937 году Рукин был призван на службу в Рабоче-крестьянскую Красную Армию. С февраля 1943 года — на фронтах Великой Отечественной войны.
К октябрю 1943 года гвардии сержант Игнат Рукин командовал орудийным расчётом 5-го гвардейского артиллерийского полка 10-й гвардейской воздушно-десантной дивизии 37-й армии Степного фронта. Отличился во время битвы за Днепр. 1 октября 1943 года расчёт Рукина одним из первых переправился через Днепр в районе села Переволочна (ныне — Светлогорское Кобелякского района Полтавской области Украины) и принял активное участие в боях за захват и удержание плацдарма на его западном берегу. 14 октября 1943 года во время отражения очередной немецкой контратаки расчёт Рукина уничтожил 7 вражеских танков. Оставшись один, тяжело раненый, Рукин продолжал сражаться, пока не погиб. Похоронен в братской могиле в селе Правобережное Верхнеднепровского района Днепропетровской области Украины.
Указом Президиума Верховного Совета СССР от 20 декабря 1943 года за «образцовое выполнение боевых заданий командования на фронте борьбы с немецкими захватчиками и проявленные при этом мужество и героизм» гвардии сержант Игнат Рукин посмертно был удостоен высокого звания Героя Советского Союза. Также посмертно был награждён орденом Ленина.
В честь Рукина установлены его бюсты в Баталово и Шипуново.